# Concile cadavérique
 (octobre 2024).
Le concile cadavérique (en latin  Synodus Horrenda) est une assemblée de prélats convoquée à Rome, en janvier 897, par le pape Étienne VI qui la préside, afin de juger à titre posthume le pape Formose. Le cadavre de ce dernier, mort huit mois plus tôt, est exhumé à cette occasion, le linceul est remplacé par les vêtements d'apparat pontificaux et le corps est installé sur un trône pour affronter ses accusateurs.

## Les origines: la querelle entre Spolétains et Formosiens
Après la mort du pape Jean VIII, en 882, et plus encore après celle de l’empereur Charles III le Gros, en 888, l'aristocratie romaine cherche à contrôler la papauté. L’Empire s’étant divisé, c’est souvent le roi d’Italie qui choisit lui-même les successeurs au trône de Pierre. Ainsi, malgré sa préférence pour Arnulf de Carinthie, bâtard de Carloman de Bavière, le pape Étienne V est contraint par l'aristocratie italienne de couronner Guy de Spolète, roi d'Italie, puis empereur. 
À la mort de Guy en 894, le pape Formose, qui a succédé à Étienne V, doit couronner empereur son fils Lambert, à qui il jure son soutien. En 896 cependant, Arnulf, roi de Germanie, ayant été appelé par le pape, envahit l’Italie et est couronné par ce dernier, qui rompt ainsi l'alliance de la papauté avec les Spolétains , chassés de Rome, et se libère aussi de la tutelle de l'aristocratie romaine. 
À la mort de Formose en 896, et au retrait d’Arnulf début 897, les Spolétains reviennent à Rome, décidés à se venger. Ils obligent Étienne VI, qui vient de succéder à Boniface VI, éphémère successeur de Formose, à ordonner en janvier 897 l'exhumation du cadavre de Formose, pour un jugement posthume devant un synode d'évêques romains.

## Le déroulement du synode

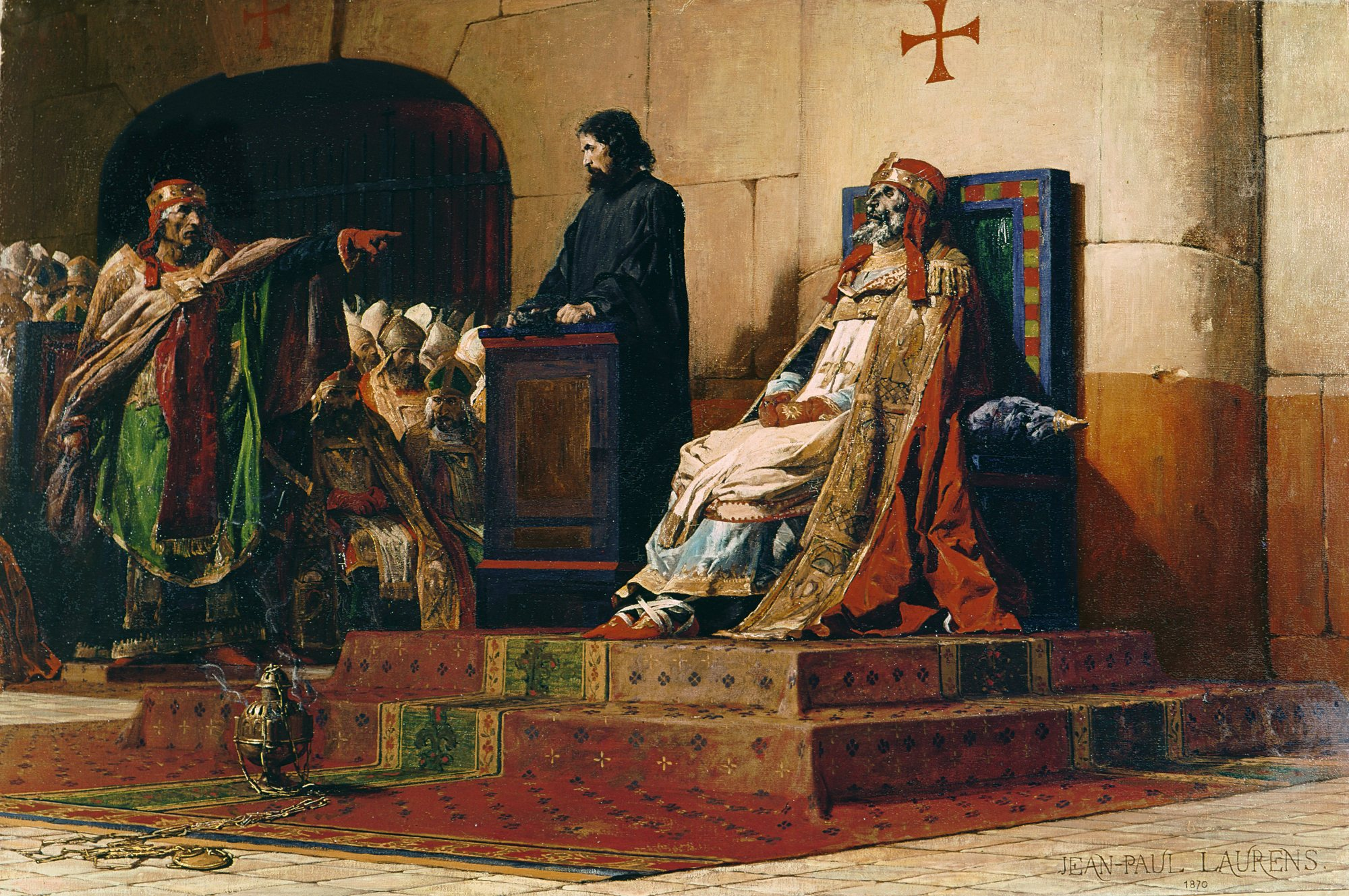
Jean-Paul Laurens, Le Pape Formose et Étienne VI (1870).

Les actes du procès ayant disparu, brûlés par Jean IX, son déroulement n'est pas connu avec certitude, certains aspects relèvent de faits réels et d'autres de légendes. En effet, si le fait n'est pas mis en cause, une importante littérature postérieure favorable à Formose, en a sans doute noirci les traits. Seuls les faits à peu près avérés sont ici rapportés. 
Le cadavre desséché de l'ancien pape Formose est exhumé, son linceul est remplacé par les habits pontificaux et il est installé sur son ancien siège pontifical afin d'être jugé par le concile (en réalité un synode) composé essentiellement d'évêques italiens. Formose est accusé de ne pas avoir tenu compte de son excommunication alors qu'il était cardinal-évêque de Porto et d'avoir par ambition rompu le serment qu'il avait prêté de ne plus briguer de charges ecclésiastiques. Le cadavre se voit attribuer un avocat, un diacre répondant aux questions à sa place. Formose est ainsi jugé, condamné et dépouillé de ses insignes pontificaux, privé des doigts de la main droite qui lui avaient servi à bénir. Son élection comme pape est déclarée invalide et tous ses actes pontificaux sont annulés. Son cadavre est livré au peuple de Rome qui le jette dans le Tibre.

« Une cérémonie abominable suivit, où le mort fut dégradé, dépouillé des vêtements pontificaux auxquels collaient les chairs putréfiées, jusqu'au cilice que portait ce rude ascète ; les doigts de sa dextre [main droite] furent coupés, ces doigts indignes [selon ses juges], qui avaient béni le peuple. »

— Daniel-Rops, L’Église des temps barbares, p. 572.

## Les émeutes
Formose ayant laissé un bon souvenir à Rome, une partie du peuple de Rome accepte mal le sort tragique réservé au cadavre du pontife. Selon National Geographic, « même pour les Romains de l'époque, habitués à des bouleversements politiques interminables, cette décision fut jugée inacceptable ». Les partisans de Formose se regroupent et sont alors appelés Formosiens. Des émeutes éclatent et Étienne VI est déposé. Il finira étranglé dans sa cellule en prison. Par miracle, le corps de Formose aurait été soit rejeté par le Tibre[réf. souhaitée] soit pris dans des filets.
Les successeurs d'Étienne VI réhabilitent Formose et son corps repêché est inhumé dans la basilique Saint-Pierre. La légende veut que, sur le passage du corps, les statues des saints se soient inclinées pour le saluer.[réf. souhaitée]

## Prolongements
Cependant, la querelle entre Spolétains et Formosiens se prolonge bien après la mort d'Étienne VI. Aucun de ses successeurs ne parvient à apaiser les troubles. Léon V est jeté en prison et assassiné (903) par l'antipape Christophore, or ce dernier qui s'appuie sur les Formosiens est à son tour renversé (904) par Serge III qui s'appuie sur les Spolétains. La lutte contre les Formosiens reprend, et un concile casse à nouveau les ordinations de Formose. Désormais les familles aristocratiques romaines contrôlent la papauté. La Pornocratie pontificale commence.